# Német csermelyciprus
A német csermelyciprus (Myricaria germanica) a tamariskafélék családjába tartozó, gyors folyású folyók kavicszátonyait kolonizáló, Magyarországon védett növényfaj. Egyéb elnevezései: csermelyciprus, hangafa, átán, jászfenyő.

## Megjelenése

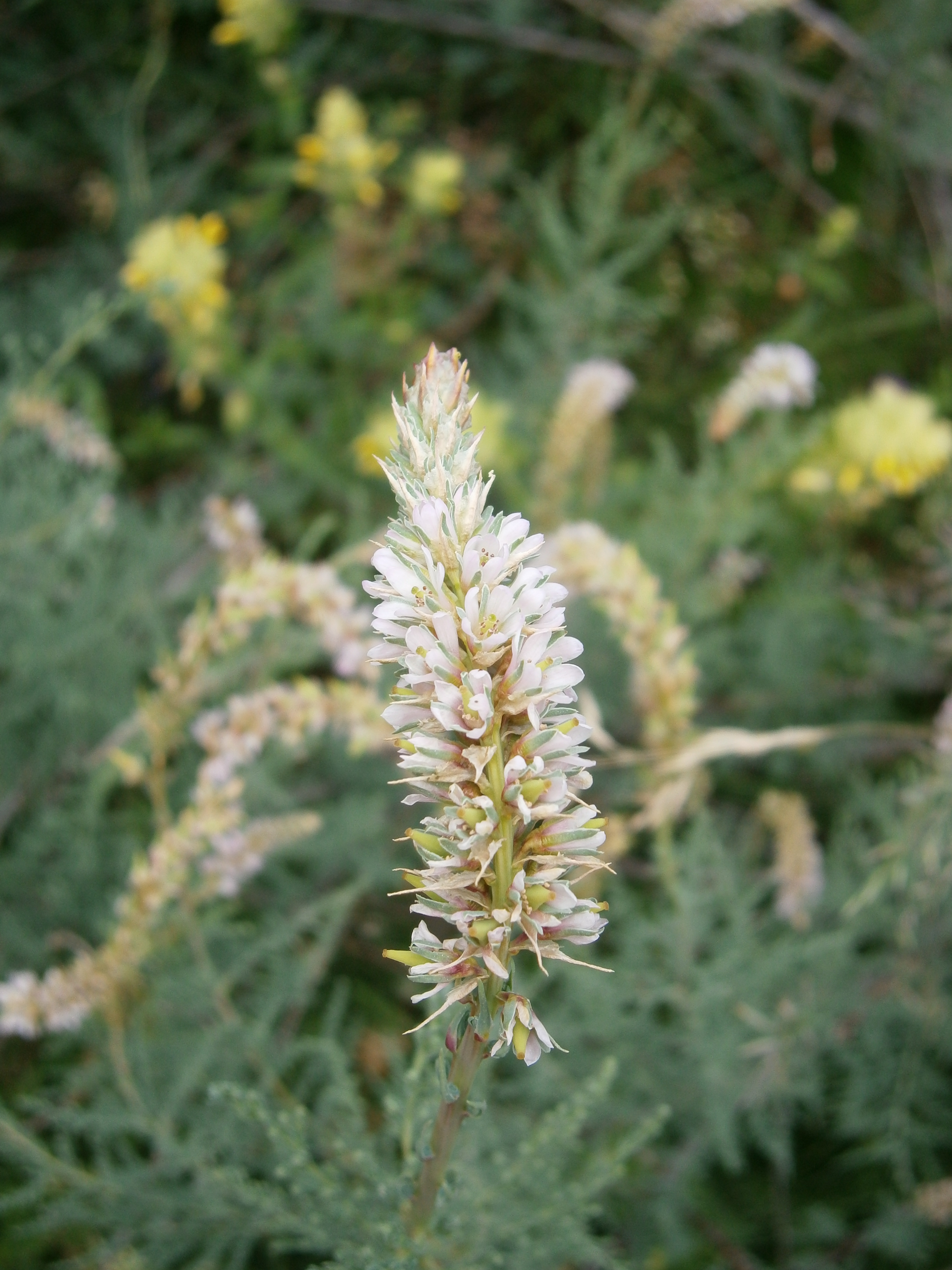
Virágzata

A német csermelyciprus 0,6–2 m magas lombhullató cserje. Megjelenése változatos: a környezettől függően lehet karcsú, felfelé törő vagy elterebélyesedő. Ágrendszere vesszős. Erős, mélyre hatoló karógyökerén kívül a felszín közelében hálós, nagy területet lefedő gyökérzetet is fejleszt; így a jó tápanyagfelvétel mellett ellenálló az árvizekkel szemben is. Vesszői vékonyak, annak oldalágai nem fásodnak el, hanem ősszel a levelekkel együtt lehullanak. A vesszők kérge kezdetben sárgászöld, később vörösbarna színű; alakja nyúlánk, hengeres keresztmetszetű.
Levelei aprók, pikkelyszerűek, húsosak, zsindelyszerűen borulnak egymásra. Hosszuk 1–7 mm, színük szürkészöld-kékeszöld. A fiatal hajtásokon sűrűn állnak, azt teljesen befedik; az idősebbeken ritkásabbak. Ősszel halványsárgára, sötétsárgára vagy barnássárgára színeződik.
Májustól szeptemberig nyílik. Virágai hajtásvégi, hosszú murvalevelektől üstökös füzérekbe tömörülnek. Az egyes virágok 3–5 mm átmérőjűek. A csésze- és sziromlevelek száma 5 (ritkán 4). A szirmok színe a fehér és a halványrózsaszín között változik. 10 porzója közül 5 hosszabb, 5 rövidebb. A bibeszál igen rövid, a háromkaréjú bibe csaknem ülő.
Termése 10–12 mm hosszú, megnyúlt, háromélű gúla alakú toktermés. A termés felnyílása után kiszóródik a számos apró, 1-1,5 mm hosszú, orsó alakú, sárga mag, végükön szőrüstökös repítőkészülékkel. 

## Elterjedése
Eurázsiai elterjedésű faj, Nyugat-Európától Afganisztánig, Skandináviától Észak-Olaszországig megtalálható. Elsősorban a hegységek (Alpok, Kárpátok, Appenninek, Pireneusok, Kaukázus, Pontusz-hegység) és előhegyeik folyóvölgyeiben él. Magyarországon a Duna szigetközi szakaszáról, a Rába, a Mura, a Dráva mentéről, és egy-egy rudabányai és hejőpapi (Hernádi-sík) volt vasérc-, illetve kavicsbányából írták le.

## Életmódja
A német csermelyciprus a gyors folyású folyók sokszor talajmentes kavics- és hordalékzátonyainak pionír növénye. Másodlagosan megtelepedhet kavics- és kőbányákban is. Jól elviseli a hosszas elárasztást vagy a kiszáradást. A talaj kémhatásával szemben igénytelen, a tápanyagszegény talajon jól nő. Fényigényes, az árnyékolást nem tűri. Pikkelyszerű leveleivel jól viseli az extrém hőingadozásokat, a nagy meleget, de keményebb teleken visszafagy. A zátonyok növénytársulásának fejlődésével, szukcessziójával (bokorfüzes, ártéri erdő) rendszerint kiszorul korábbi élőhelyéről.
Májusban kezd virítani és virágzása igen hosszan, akár szeptemberig elnyúlhat (Magyarországon általában augusztusig). Elsősorban rovarok porozzák be, de kedvezőtlen időjárás esetén képes az önmegporzásra. Termései július-szeptember között érnek be, repítőszőrös magvai a széllel és a vízzel terjednek. Kedvező körülmények közé kerülve akár 24 óra alatt kicsírázhat. Járulékos gyökereiről vegetatívan is szaporodhat. Több évtizedig él, találtak már 70 éves példányt is.

## Természetvédelmi helyzete
A német csermelyciprus nem szerepel a Természetvédelmi Világszövetség Vörös listáján. Magyarországon 1993 óta védett, természetvédelmi értéke 10 000 Ft. A környező országok közül Horvátországban súlyosan veszélyeztetett, Szlovéniában veszélyeztetett, Szlovákiában és Szerbiában sebezhető a természetvédelmi státusza. A folyók szabályozásával korábbi élőhelyei visszaszorultak, megmaradt állományait a kavicsbányászat és mederkotrás veszélyeztetheti.

## Taxonómiája
A német csermelyciprust Carl von Linné írta le először 1753-ban Tamarix germanica néven. A Myricaria nemzetségbe 1825-ben sorolta át a francia Nicaise Auguste Desvaux. A nemzetségnév a Myrica (viaszbogyó) genus kicsinyítőképzős formája. A mürike az afrikai tamariska görög neve. Magyar nevét pikkelyleveles felépítése miatt kapta, a nyitvatermő ciprusokhoz nincs köze.

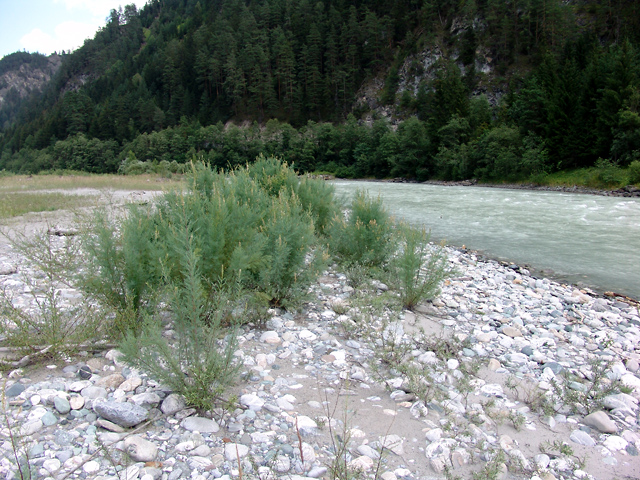
A német csermelyciprus tipikus élőhelye
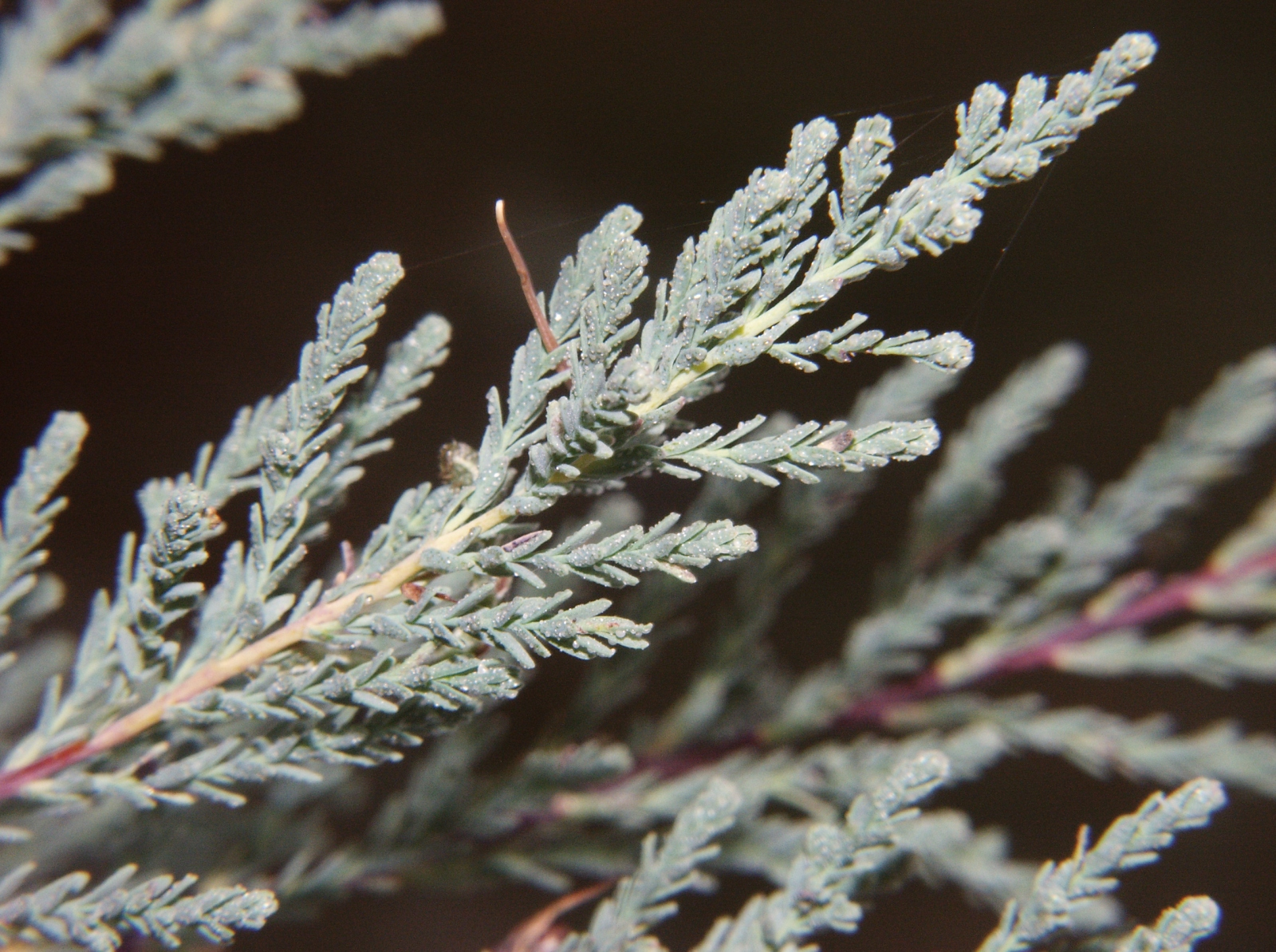
Levelei
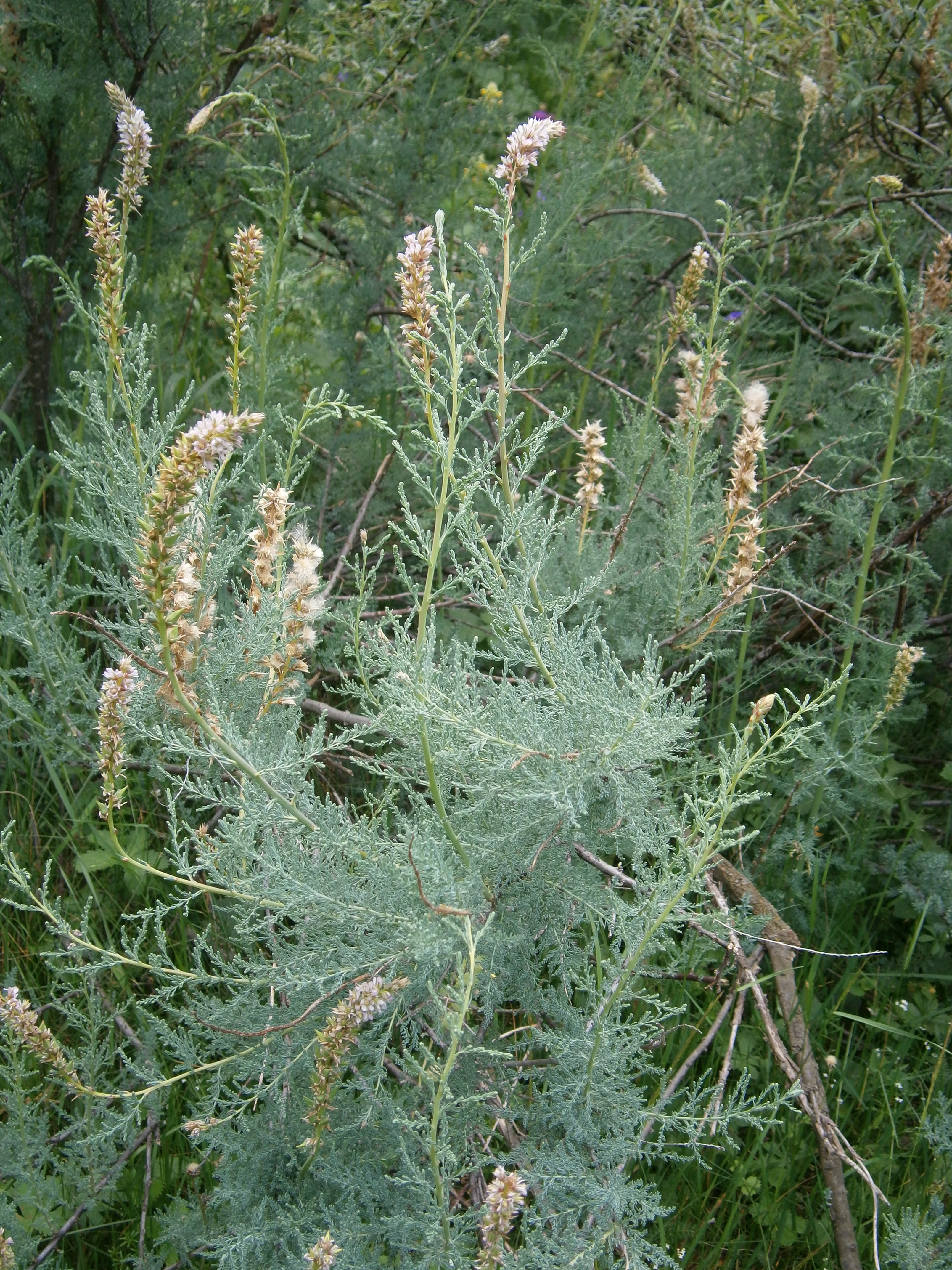
Virágzó növény
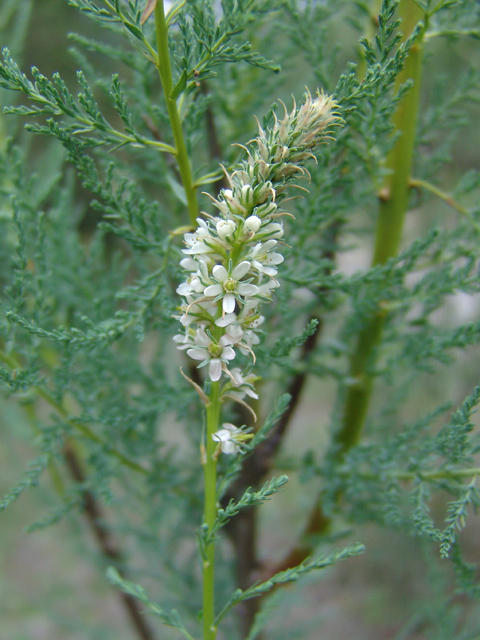
Virágzata
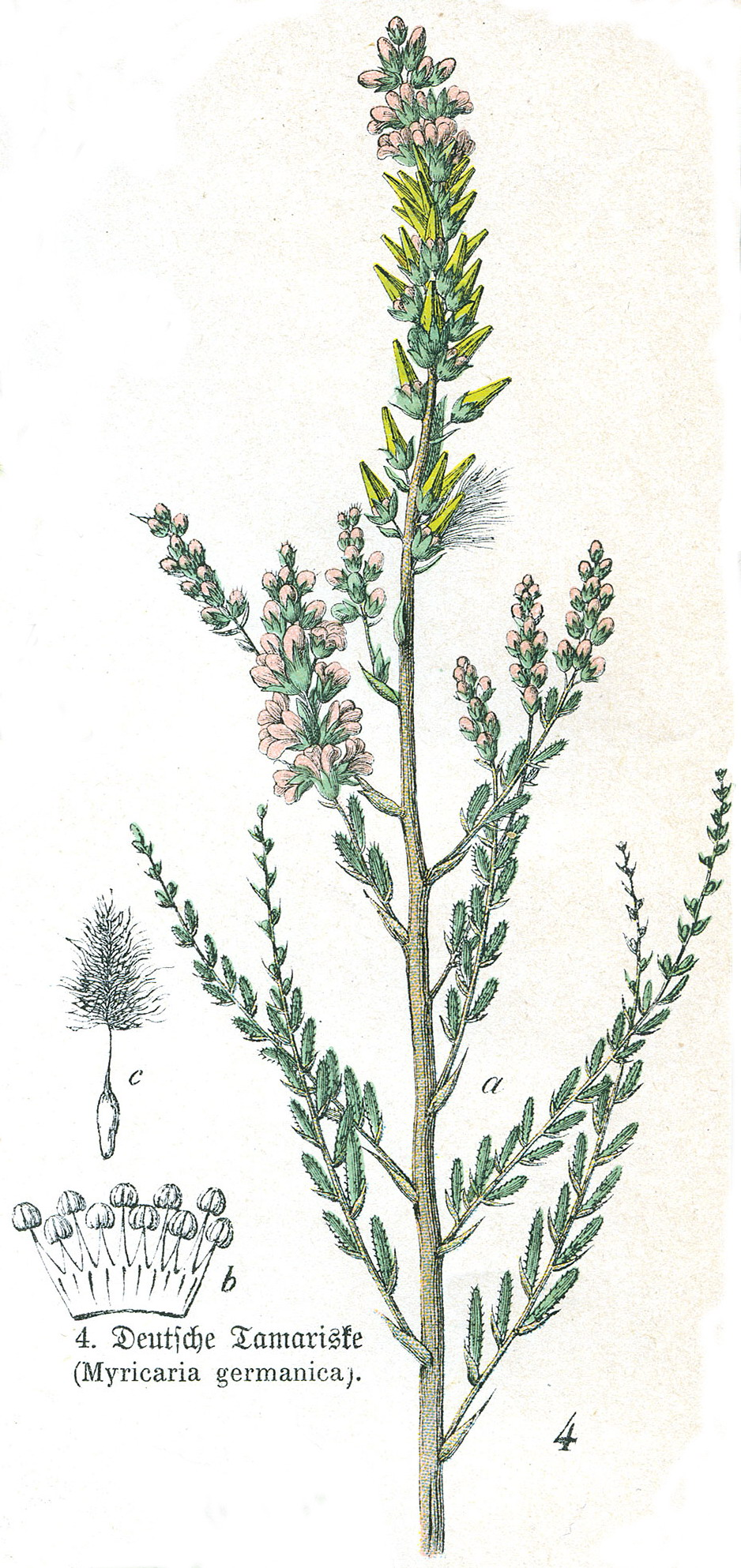
Ábrázolása egy német botanikakönyvben (1887)